# 273.
◄ | 2. stoljeće | 3. stoljeće | 4. stoljeće | ►
◄ | 240-ih | 250-ih | 260-ih | 270-ih | 280-ih | 290-ih | 300-ih | ►
◄◄ | ◄ | 270. | 271. | 272. | 273. | 274. | 275. | 276. | ► | ►►
Astronomija • Književnost • Kršćanstvo

## Događaji
- Rimsko Carstvo – 1. siječnja Tacit, rimski car i Julije Placidijan preuzimaju rimski Konzulat.
- Palmira, Sirija – Godinu dana ranije pobijeđena Palmira ponovo se, vođena Aspeusom, podiže protiv Rima. Namjeravali su upravnika Mezopotamije proglasiti protucarem, no ovaj odbija i ustanak izdaje caru Aurelijanu. Iza toga, u Palmiri protucarem proglašavaju Septimusa Antiohusa. Uz pomoć III. rimske legije Aurelijan ponovo osvaja Palmiru, i uništava ju. Nakon toga, guši pobunu u Egiptu i u Rimu trijumfalno slavi ove pobjede.
- Rim, Italija – Cara Aurelijana posjećuje indijska delegacija.
- Sasanidsko carstvo – Bahram I. nasljeđuje svog brata Hormizda I. na prijestolju Perzijskog Carstva.

## Vanjske poveznice
|  | Zajednički poslužitelj ima još gradiva o temi 273. |